# Dysodia oculatana
Dysodia oculatana is een vlinder uit de familie van de venstervlekjes (Thyrididae). De wetenschappelijke naam van de soort is voor het eerst geldig gepubliceerd in 1860 door Brackenridge Clemens.